# Дудчанська сільська рада
Дудча́нська сільська́ ра́да — адміністративно-територіальна одиниця та орган місцевого самоврядування в Нововоронцовському районі Херсонської області. Адміністративний центр — село Дудчани.

## Загальні відомості
Дудчанська сільська рада утворена в 1919 році.
- Територія ради: 396,7 км²
- Населення ради: 2 102 особи (станом на 2001 рік)
- Водоймища на території, підпорядкованій даній раді: річка Дніпро, Каховське водосховище

## Населені пункти
Сільській раді були підпорядковані населені пункти:
- с. Дудчани

## Склад ради
Рада складалася з 17 депутатів та голови.
- Голова ради: Грицик Аліна Валентинівна
- Секретар ради: Петях Олена Михайлівна

### Керівний склад попередніх скликань
| Прізвище, ім'я, по батькові | Основні відомості                                                 | Дата обрання | Дата звільнення |
| --------------------------- | ----------------------------------------------------------------- | ------------ | --------------- |
| Лисишин Михайло Миколайович | Сільський голова, 1958 року народження, безпартійний              | 26.03.2006   | 31.10.2010      |
| Грицик Аліна Валентинівна   | Сільський голова, 1969 року народження, освіта вища, позапартійна | 31.10.2010   |                 |

Примітка: таблиця складена за даними сайту Верховної Ради України

### Депутати
За результатами місцевих виборів 2010 року депутатами ради стали:

#### За суб'єктами висування
| Суб'єкт висування                                       | Кількість обраних депутатів | %    |
| ------------------------------------------------------- | --------------------------- | ---- |
| Партія регіонів                                         | 14                          | 77,8 |
| Самовисування                                           | 3                           | 16,7 |
| Політична партія Всеукраїнське об'єднання «Батьківщина» | 1                           | 5,6  |

#### За округами
| № округу                                                | Прізвище, ім'я, по батькові   | Дата визнання обраним | Освіта             | Партійна приналежність | Відомості про обраного депутата                           |
| ------------------------------------------------------- | ----------------------------- | --------------------- | ------------------ | ---------------------- | --------------------------------------------------------- |
| Партія регіонів                                         |                               |                       |                    |                        |                                                           |
| 3                                                       | Срібна Марія Федорівна        | 03.11.2010            | середня спеціальна | позапартійна           | пенсіонер                                                 |
| 4                                                       | Леуш Ліна Богданівна          | 03.11.2010            | середня спеціальна | член Партії регіонів   | Дудчанська загальноосвітня школа, вихователь              |
| 5                                                       | Пашкевич Наталія Іванівна     | 03.11.2010            | середня спеціальна | позапартійна           | ПП «Срібний», продавець                                   |
| 6                                                       | Горюшкіна Валентина Федорівна | 03.11.2010            | вища               | позапартійна           | Кафе «Стояни» МПП «Таврія», завідувачка                   |
| 7                                                       | Кучів Руслана Михайлівна      | 03.11.2010            | середня спеціальна | позапартійна           | фермерське господарство «Зелений гай», продавець          |
| 9                                                       | Гриб Віктор Миколайович       | 03.11.2010            | середня спеціальна | позапартійний          | тимчасово не працює                                       |
| 10                                                      | Собко Сергій Анатолійович     | 03.11.2010            | середня спеціальна | позапартійний          | тимчасово не працює                                       |
| 11                                                      | Іванів Михайло Михайлович     | 03.11.2010            | середня спеціальна | позапартійний          | фермерське господарство «Зелений гай», голова             |
| 12                                                      | Біда Світлана Михайлівна      | 03.11.2010            | вища               | позапартійна           | Дудчанська загальноосвітня школа, вчитель                 |
| 13                                                      | Іщенко Ірина Павлівна         | 03.11.2010            | вища               | позапартійна           | приватний підприємець                                     |
| 14                                                      | Кучів Світлана Володимирівна  | 03.11.2010            | вища               | позапартійна           | Дудчанська загальноосвітня школа, вчитель                 |
| 15                                                      | Купіль Оксана Анатоліївна     | 03.11.2010            | середня спеціальна | позапартійна           | приватний підприємець                                     |
| 16                                                      | Деркач Тетяна Вікторівна      | 03.11.2010            | вища               | позапартійна           | домогосподарка                                            |
| 17                                                      | Петях Олена Михайлівна        | 03.11.2010            | вища               | член Партії регіонів   | Дудчанська загальноосвітня школа, бухгалтер               |
| Політична партія Всеукраїнське об'єднання «Батьківщина» |                               |                       |                    |                        |                                                           |
| 2                                                       | Запорожченко Петро Васильович | 03.11.2010            | вища               | позапартійний          | ПП «Запорожченко», агроном                                |
| Самовисування                                           |                               |                       |                    |                        |                                                           |
| 1                                                       | Іванів Ольга Володимирівна    | 03.11.2010            | вища               | позапартійна           | Дудчанська сільська рада, спеціаліст з питань землеустрою |
| 8                                                       | Скороходова Тетяна Борисівна  | 03.11.2010            | середня спеціальна | позапартійна           | Дудчанська сільська рада, секретар                        |
| 18                                                      | Шульга Сергій Володимирович   | 03.11.2010            | середня спеціальна | позапартійний          | приватний підприємець                                     |

## Населення
Згідно з переписом УРСР 1989 року чисельність наявного населення сільської ради становила 2222 особи, з яких 1026 чоловіків та 1196 жінок.
За переписом населення України 2001 року в сільській раді мешкали 2043 особи.

### Мова
Розподіл населення за рідною мовою за даними перепису 2001 року:
| Мова       | Відсоток |
| ---------- | -------- |
| українська | 95,91 %  |
| російська  | 2,81 %   |
| вірменська | 0,62 %   |
| молдовська | 0,19 %   |
| гагаузька  | 0,10 %   |
| білоруська | 0,05 %   |
| інші       | 0,32 %   |